# Biathlon al VI Festival olimpico invernale della gioventù europea
Le gare di biathlon al VI Festival olimpico invernale della gioventù europea si sono svolte dal 25 al 31 gennaio 2003 a Bled, in Slovenia.
Sono state disputate due gare maschili, due gare femminili e una mista, per un totale di 5 gare.

## Podi

### Ragazzi
| Evento      | Oro                | Argento             | Bronzo              |
| Sprint      | Kirill Shcherbakov | Danil Asylguzhin    | Emil Hegle Svendsen |
| Individuale | Kirill Shcherbakov | Emil Hegle Svendsen | Peter Dokl          |

### Ragazze
| Evento      | Oro             | Argento         | Bronzo         |
| Sprint      | Tereza Hlavsova | Petra Moravcova | Lada Duskova   |
| Individuale | Lada Duskova    | Tereza Hlavsova | Kathrin Hitzer |

### Gare miste
| Evento    | Oro      | Argento | Bronzo    |
| Staffetta | Germania | Russia  | Rep. Ceca |